# Ӆ
Ӆ, ӆ или Л с опашка e буква от кирилицата. Обозначава беззвучната венечна странична проходна съгласна /ɬ/. Използва се в килдинския диалект на саамския език, където е 18-а буква от азбуката. Буквата Ӆ произлиза от кирилското Л, на което е добавена опашка.

## Кодове
| Буква  | Уникод |
| ------ | ------ |
| Главна | U+04C5 |
| Малка  | U+04C6 |

В други кодировки буквата Ӆ отсъства.